# Dispozitiv de stocare magnetic
Stocarea magnetică se referă la stocarea datelor pe un mediu magnetizat. Toate dispozitivele de stocare magnetică citesc și scriu datele folosind electromagnetismul și reprezintă o formă de memorie nevolatilă. Informațiile sunt accesate folosind unul sau mai multe capete de citire/scriere.

## Istorie
La sfârșitul anilor 1940, designerii primelor calculatoare au recurs la tehnologia de înregistrare a informațiilor audio analogice folosing magnetismul dezvoltate până în acel moment pentru a asigura un mediu de stocare/recuperare a datelor digitale.
Conceptul din spatele tehnologiei  a fost prezentat de Oberlin Smith în 1878, când a fost depus un brevet,  și mediatizat 10 ani mai târziu. Cu toate acestea, abia în 1898 inventatorul danez Valdemar Poulsen a prezentat prima înregistrare magnetică funcțională. Dispozitivul lui Poulsen înregistra semnalul pe un fir înfășurat în jurul unui tambur. Primele dispozitive de stocare magnetice au fost concepute pentru a înregistra semnal audio analogic. Calculatoarele, precum și majoritatea dispozitivelor de stocare magnetice audio și video din generația actuală păstrează informația în format digital.
Pentru calculatoarele vechi, stocarea magnetică era utilizată ca memorie principală. Spre deosebire de calculatoarele moderne, banda magnetică era utilizată și pentru memoria secundară.

## Clase de dispozitive magnetice

### Dispozitive de stocare magnetice analogice
Înregistrarea analogică se bazează pe faptul că magnetizarea remanentă a unui material dat depinde de amplitudinea câmpului aplicat. În mod normal, materialul magnetic este în formă de bandă, cu banda neînregistrată fiind inițial demagnetizată. Când se înregistrează, banda se învârte cu o viteză constantă. Capul de scriere magnetizează banda cu un curent proporțional cu semnalul. Magnetizarea este distribuită de-a lungul întregii benzi. În cele din urmă, distribuția magnetizării poate fi citită, reproducând semnalul original. Banda magnetică este de obicei realizată prin înglobarea particulelor magnetice într-un liant de plastic pe peliculă de poliester. Particulele magnetice cel mai frecvent folosite sunt particulele de oxid de fier sau oxid de crom și particule de metal cu dimensiuni de 0,5 micrometri. În ultimii 20 de ani, banda magnetică a fost treptat înlocuită cu înregistrările digitale.

### Dispozitive de stocare magnetice digitale
În locul creării unei distribuții magnetice în cazul înregistrării analogice, înregistrarea digitală are nevoie doar de două stări magnetice, care sunt +Ms și –Ms de pe bucla de histerezis. Exemple de medii de stocare magnetice digitale sunt dischetele și HDD-urile...

### Dispozitive de stocare magneto-optice
Dispozitivele de înregistrare magneto-optice scriu și citesc datele optic. La scriere, mediul magnetic este încălzit local de un laser, care induce o creștere rapidă a câmpului coercitiv. Apoi, un câmp magnetic de amplitudine mică poate fi folosit pentru a schimba magnetizarea. Procesul de citire se bazează pe efectul Kerr magneto-optic.

## Exemple de dispozitive de stocare magnetice

### Dischete
Discheta (în engleză floppy-disk) este un dispozitiv de stocare de date pe un disc magnetic ușor flexibil rotitor, care poate fi transportat și introdus și utilizat pe alte calculatoare, dacă dispun de o unitate de dischetă.

### HDD
Stocarea datelor pe discul dur se face pe o suprafață magnetică dispusă pe platane rotunde metalice rigide (dure). Discul dur este format din:
- o placă electronică de control logic
- un număr de platane (de obicei 2 sau 3), împărțite în piste și sectoare,
- capete magnetice de citire/scriere, de o parte și de alta a platanelor, legate printr-un braț metalic numit actuator
- un sistem electro-mecanic de blocare a capetelor pe pista de stop atunci când discul e oprit
- un motor pas-cu-pas.

## Viitorul
Un nou tip de dispozitiv de stocare magnetica, MRAM (Magnetoresistive Random Access Memory), este produs. Acest dispozitiv se bazează pe efectul TMR (tunnel magnetoresistance) pentru a stoca datele. Printre avantajele sale se numără: non-volatilitate, consum de energie redus și robusteșe bună la șoc. MRAM este utilă în cazul aplicațiilor pentru care o cantitate moderată de date are nevoie de actualizări frecvente, pe care memoria flash nu le poate asigura datorită numarului limitat de scrieri suportate. 